# La tormenta (film 1964)
La tormenta (Metel', Метель) è un film del 1964 diretto da Vladimir Basov. La sceneggiatura, firmata dallo stesso Basov, è tratta dall'omonimo racconto breve dello scrittore russo Aleksandr Sergeevič Puškin, contenuto nel libro Le novelle del compianto Ivan Petrovič Belkin.

## Trama
La vicenda si svolge in Russia al tempo dell'invasione napoleonica. Mar'ja e l'ussaro Vladimir si amavano e, di fronte all'opposizione dei genitori della giovane, Mar'ja e Vladimir avevano deciso di sposarsi segretamente. Gli amanti si erano recati separatamente nella chiesa di un villaggio, dove tutto era stato preparato, ma Vladimir, colto da una tempesta di neve, era arrivato in tale ritardo da trovare la chiesa ormai chiusa. Mar'ja era tornata a casa, malata, in una condizione di forte depressione e senza dire nulla di quanto era successo ai genitori i quali, convinti che causa della malattia fosse l'amore contrastato, avevano consentito al matrimonio, ma Vladimir, avvertito, aveva sorprendentemente rifiutato il matrimonio e, partito in guerra, era morto nella battaglia di Borodino.
Passano gli anni e, a guerra finita, il colonnello degli ussari Burmin torna nella sua tenuta, prossima a quella di Mar'ja. I due si frequentano e s'innamorano, ma quando ormai si parla di matrimonio, Burmin rivela a Mar'ja che la loro unione è impossibile, perché egli è già sposato con una sconosciuta. Egli le rivela che una sera di quattro anni prima, durante una tempesta di neve, aveva trovato rifugio nella chiesa di un villaggio: qui, al lume di poche candele, si trovò trascinato accanto a una giovane donna come se vi fosse stato atteso da tempo, e subito sposato davanti al pope. Non appena la donna lo ebbe guardato, aveva dato un grido ed era svenuta, mentre lui si era immediatamente allontanato senza sapere più nulla dell'identità della donna.
Al suo racconto, prima Mar'ja e poi Burmin comprendono la realtà dei fatti.

## Produzione
Il film fu prodotto nel 1964 dalla Kinostudija Mosfil'm.

## Distribuzione
Venne distribuito in Europa nel 1966. In Finlandia, uscì il 22 aprile 1966 con il titolo Lumimyrsky.